# Friese boezem

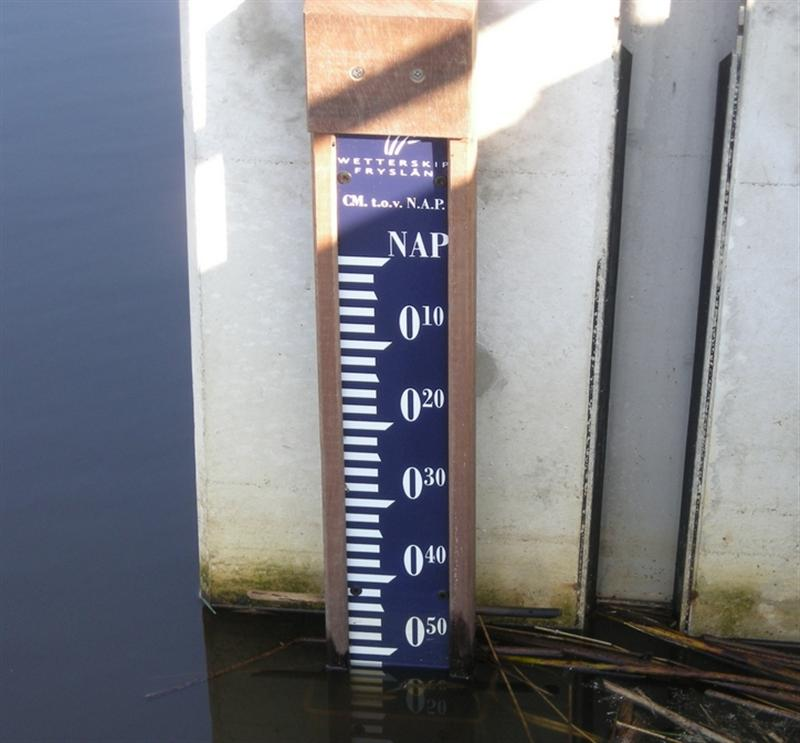
-52 cm N.A.P.

De Friese boezem of Frieslands boezem is een aaneengesloten open stelsel van meren, kanalen en kleinere vaarten in Friesland en is gelegen tussen Lemmer en Dokkumer Nieuwe Zijlen. Het zit ingeklemd tussen het IJsselmeer, de Waddenzee en het Lauwersmeer. De oppervlakte van de Friese boezem is 15.000 hectare. Het streefpeil op de Friese boezem is NAP -0,52 m gedurende het gehele jaar.
Voor het afvoeren van het water zijn het J.L. Hooglandgemaal bij Stavoren, de R.J. Cleveringsluizen bij Lauwersoog en de Tsjerk Hiddessluizen bij Harlingen belangrijk. Tot de bouw van het J.L. Hooglandgemaal in 1966 werd het water door het Ir. D.F. Woudagemaal nabij Lemmer op het IJsselmeer geloosd. Het Woudagemaal wordt tegenwoordig nog slechts ingezet bij zeer hoge waterstanden van de Friese boezem.